# Ruprechtia lundii
Ruprechtia lundii är en slideväxtart som beskrevs av Meissn.. Ruprechtia lundii ingår i släktet Ruprechtia och familjen slideväxter. Inga underarter finns listade i Catalogue of Life.